# Oleh Kožuško
Oleh Oleksandrovyč Kožuško (in ucraino Олег Олександрович Кожушко?, trasl. angl.: Oleh Kozhushko; Mykolaïv, 17 febbraio 1998) è un calciatore ucraino, attaccante del Kryvbas Kryvyj Rih.

## Caratteristiche tecniche
È un centravanti.

## Carriera

### Club
Cresciuto nel settore giovanile dello Dnipro, ha esordito in prima squadra il 15 maggio 2016 disputando l'incontro di Prem"jer-liha pareggiato 1-1 contro l'Olimpik Donec'k.

### Nazionale
Ha giocato nelle nazionali giovanili ucraine Under-17 ed Under-21.